# Église Notre-Dame-des-Grâces de Varallo
L'église Notre-Dame-des-Grâces (italien : chiesa della Madonna delle Grazie ; piémontais : cesa dla Madòna dlë Grassie) est un édifice religieux catholique situé à Varallo Sesia, dans la province de Verceil. Il a été édifié, avec le couvent franciscain, par le père Bernardo Caimi entre 1486 et 1493, lors du début des travaux pour la construction du Mont Sacré. En décembre 1931 le pape Pie XI éleva l'église au titre de Basilique mineure.

## Historique
L'église est en style gothique. L'intérieur possède la traditionnelle division de l'espace pour les laïcs et pour les frères, matérialisée par un mur de refend (tramezzo) soutenu par trois arcs : celui au centre constitue l'entrée de l'espace réservé aux frères, tandis que les deux latéraux accueillent deux chapelles. Le mur a été décoré par Gaudenzio Ferrari en 1513.
Le mur de refend décoré avec des fresques de la vie de Jésus est typique de la culture religieuse et artistique des franciscains au Piémont et en Lombardie entre les XVe et XVIe siècles.
À la fin du XVe siècle, le couvent franciscain était plus grand qu'aujourd'hui. L'ancienne construction était constituée par deux cloîtres, les cellules des frères, le réfectoire, la bibliothèque et les ateliers.
Depuis 1953 le complexe abrite les sœurs Suore Missionarie di Gesù Eterno Sacerdote.

## Le mur de Gaudenzio Ferrari
.

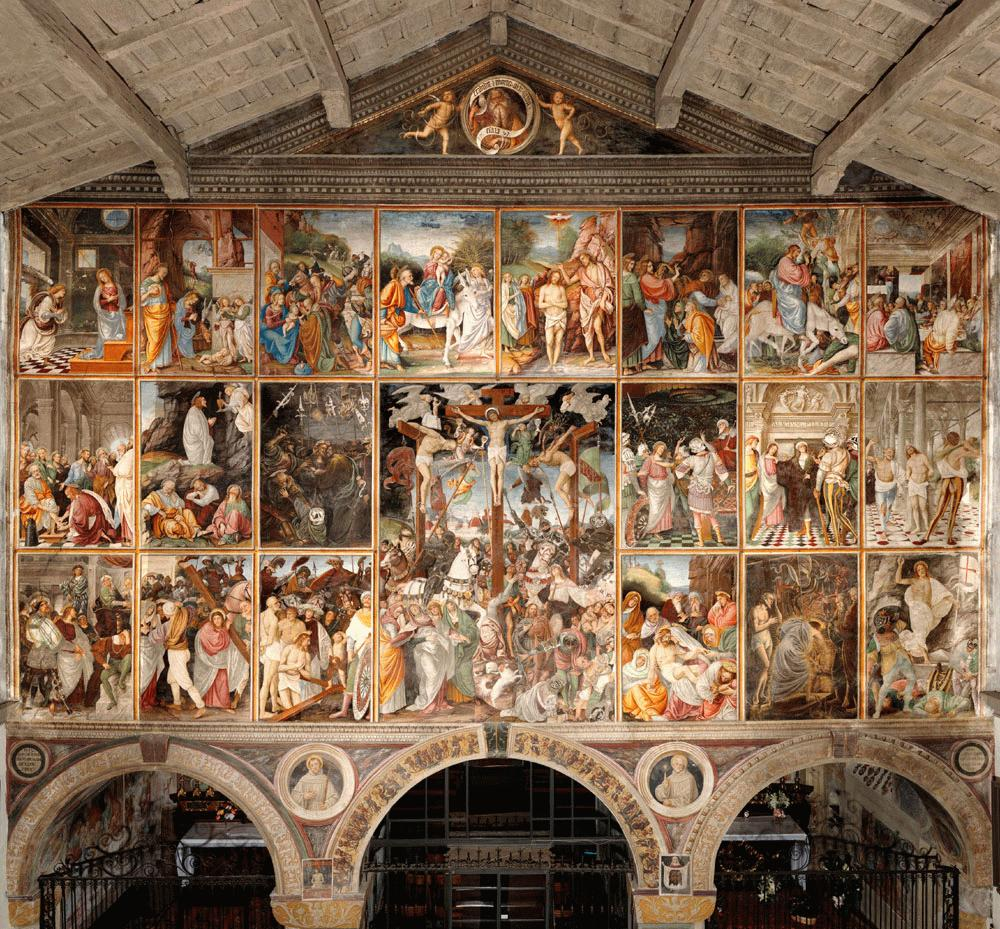
Le mur de Gaudenzio.
Les scènes : Annonciation, Nativité, Adoration des mages, Fuite en Égypte, Baptême du Christ, Résurrection de Lazare, Jésus entre à Jérusalem, La Cène, Lavement des pieds, Agonie dans le jardin des oliviers, Arrêt de Jésus, Jésus devant Hérode, Jésus devant Ponce Pilate, Flagellation du Christ, Pilate se lave les mains, Chemin de croix, Préparation de la Croix, Déploration du Christ, Descente dans le Limbo, Résurrection de Jésus; au centre Crucifixion; médaillon avec peintures de François d'Assise et Bernardin de Sienne

Comme souvent dans les églises franciscaines, l'extérieur dépouillé ne permet pas de deviner la richesse de la décoration intérieure.
Grâce à l'atmosphère accueillante, avec les arcs gothiques soutenant les treillis du plafond, le visiteur est attiré par la décoration du mur de refend.
Les fresques réalisées par Gaudenzio Ferrari sont des chefs-d'œuvre de la peinture de la Renaissance au Piémont et en Lombardie. Ils représentent la Vie et Passion de Jésus grâce aux scènes peintes sur une surface de 82 m2: vingt panneaux de mêmes dimensions racontent les faits principaux des Évangiles, de l'Annonciation jusqu'à la Résurrection, fonctionnant comme une Biblia pauperum. Au centre du mur la Crucifixion occupe quatre panneaux, du fait de son importance symbolique dans la religion chrétienne.
Le peintre de la Valsesia réalisa les fresques en 1513 dont une signée « Gaudenzius Ferrarius Vallis Siccidae pinxit ». Il a travaillé au Mont Sacré à Varallo, pendant dix ans. Il avait déjà peint des œuvres notables comme le Polittico di Sant'Anna.
En réalisant ces fresques, Ferrari démontra avoir appris les dernières innovations artistiques de son temps : la Cène de Gaudenzio ressemble à celle de Léonard de Vinci à Milan); on peut reconnaître aussi l'influence de Bramantino, du Pérugin et des autres peintres italiens dont Gaudenzio fit la connaissance pendant son voyage à Rome.
Giovanni Martino Spanzotti qui a participé à la décoration est aussi l' auteur d'une décoration similaire dans l'église San Bernardino à Ivrée et la scène nocturne de L'Arrestation de Jésus est inspirée de la même scène d'Ivrée ; le clair-obscur et la lumière des torches furent une inspiration pour les caravagistes.
Malgré l'importance de ses modèles, Gaudenzio Ferrari avait son indépendance artistique. L'idée de Gaudenzio de peintre des figures (armures, tête des chevaux, auréoles) en relief pour leur donner une illumination particulière est très innovante et venait de son expérience du travail au Mont Sacré.

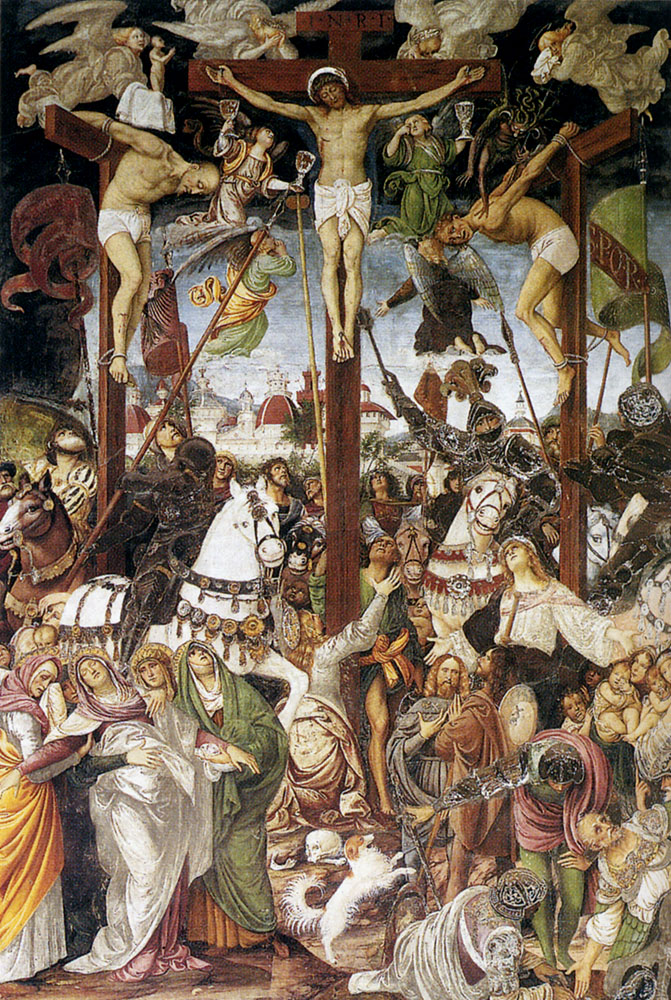
Crucifixion

## Autres œuvres
Les deux chapelles sous le mur de refend abritent d'autres fresques de Gaudenzio Ferrari, qu'il réalisa avant le mur. Ces fresques sont importantes pour comprendre son développement artistique. La chapelle Santa Margherita fut peinte en 1507 avec deux scènes  d'art grotesque : Présentation de Jésus au Temple et Débat avec les Docteurs.
Dans la chapelle de droite (Chapelle des Grâces) on trouve des fresques de 1491, par l'atelier du peintre milanais Giovanni Scotto, où Gaudenzio Ferrari fut apprenti. Les peintures représentent la Nativité de la Vierge, le Mariage de la Vierge et l'Adoration des mages. La chapelle abrite la statue en bois de la Vierge avec l'enfant Jésus sur ses genoux, très chère aux fidèles.
La nef accueille une fresque sur le mur de gauche, près de la chaire, de Fermo Stella apprenti de Gaudenzio Ferrari,qui travailla avec son maître au Mont Sacré. La peinture représente une rare scène de Jésus prenant congé de sa mère inspirée par une homélie de Jean Chrysostome.

## Galerie d'images

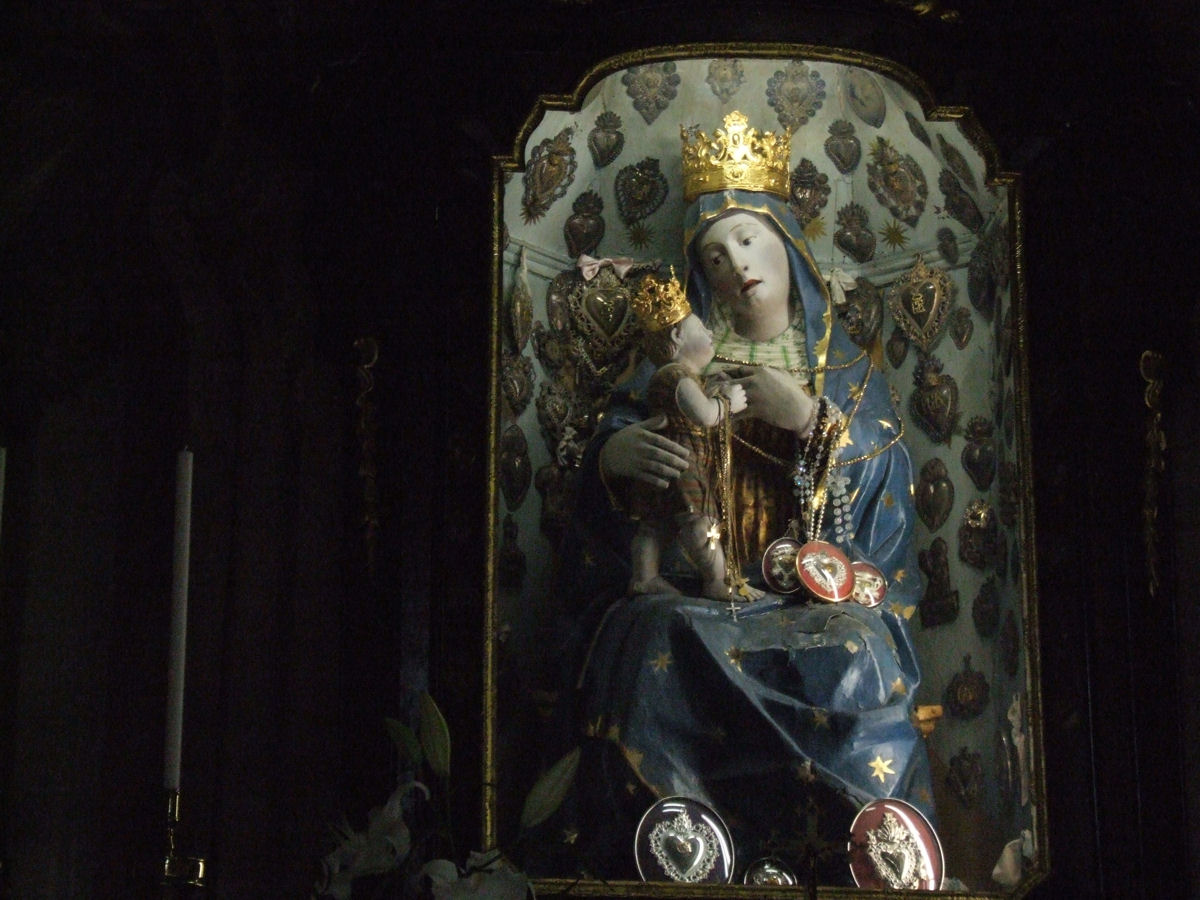
Statue en bois de la Vierge avec l'enfant Jésus sur ses genoux
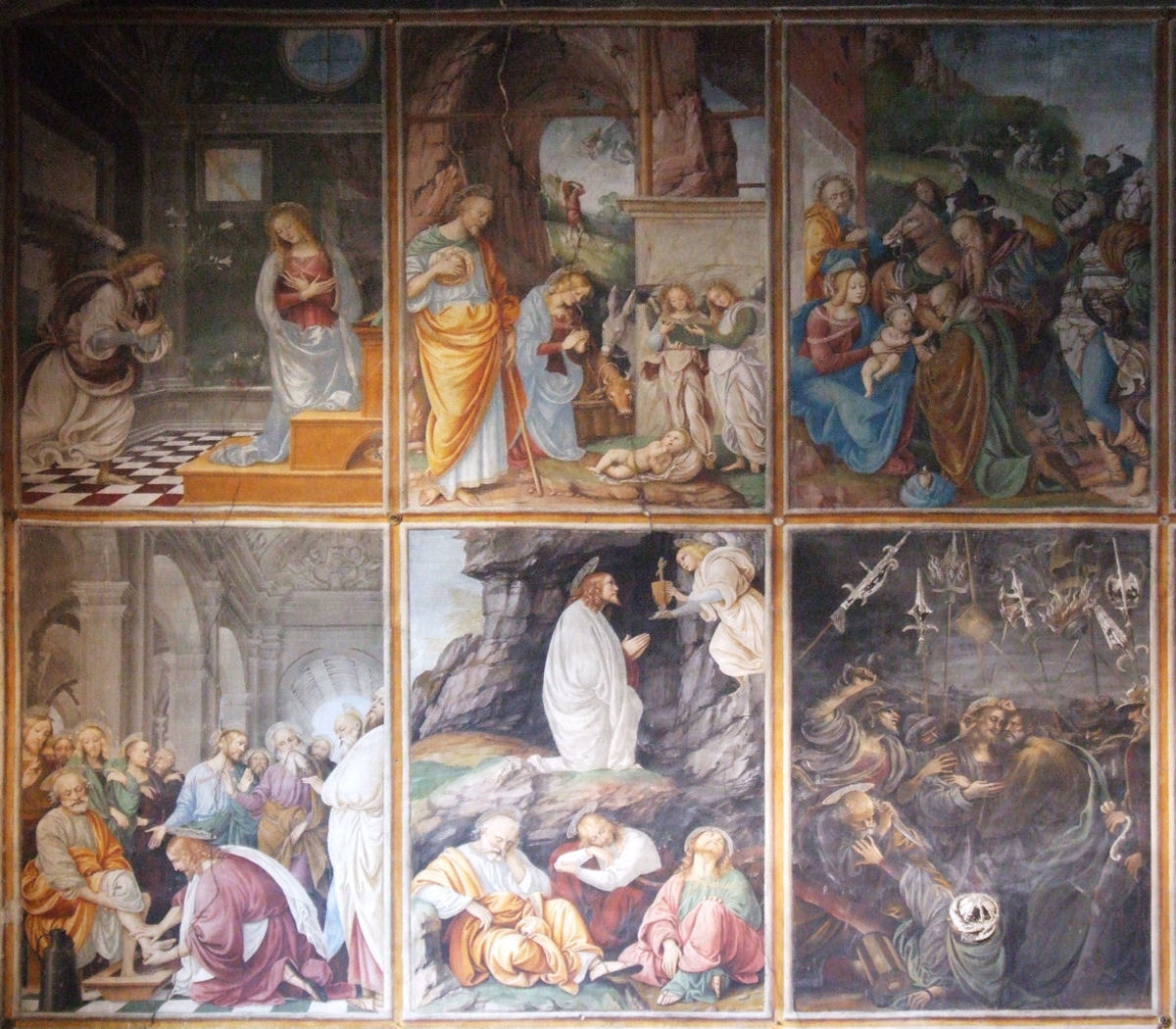
Gaudenzio Ferrari, scène de Vie et Passion de Jésus
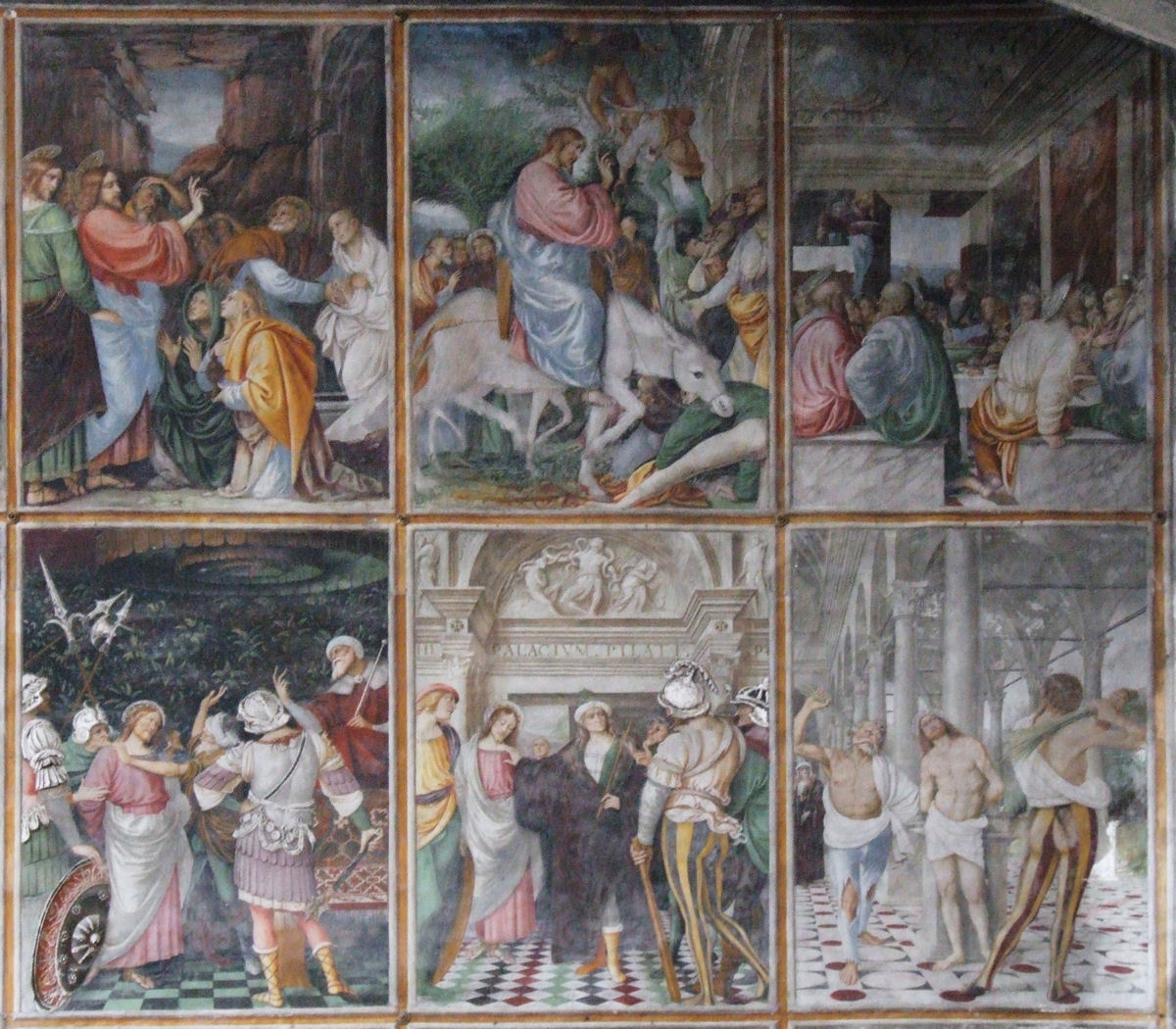
Gaudenzio Ferrari, scène de Vie et Passion de Jésus
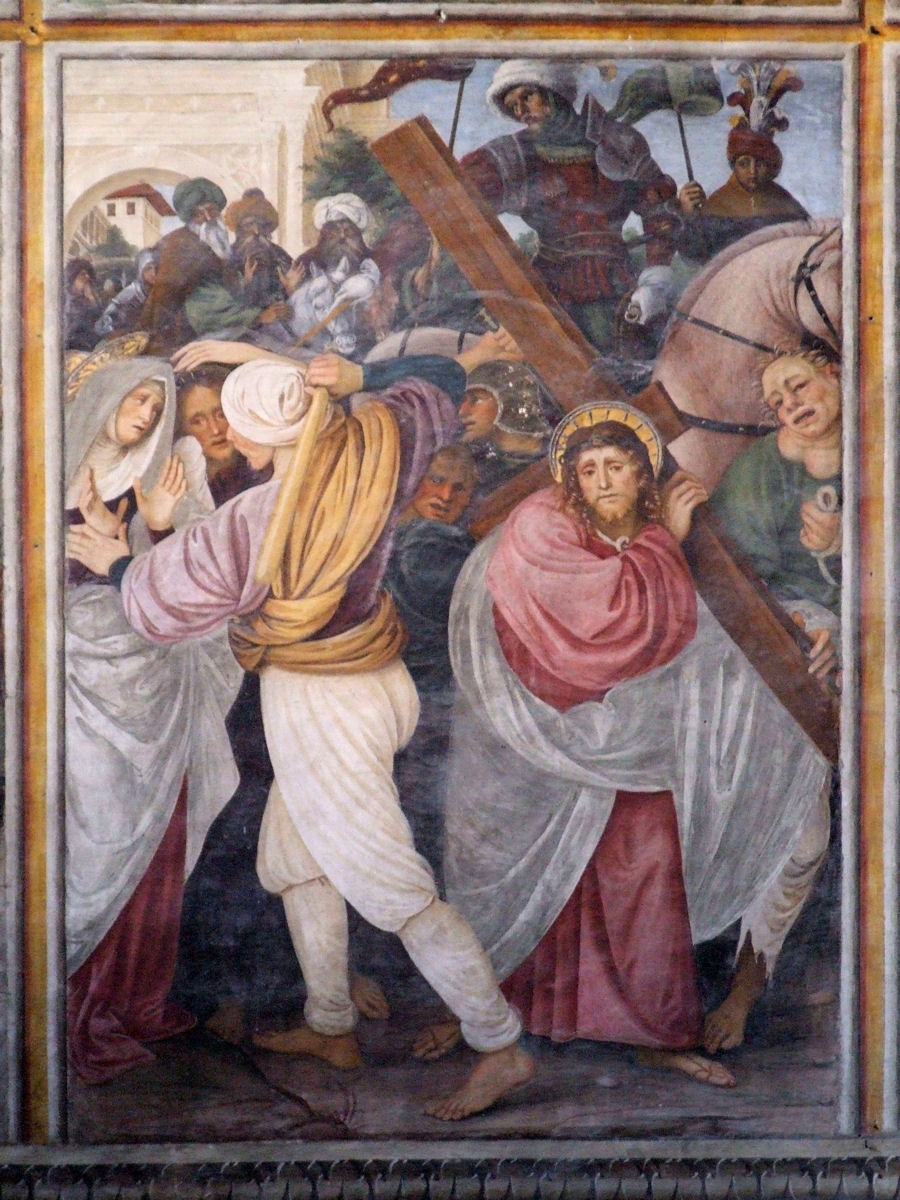
Gaudenzio Ferrari, scène du Chemin de croix
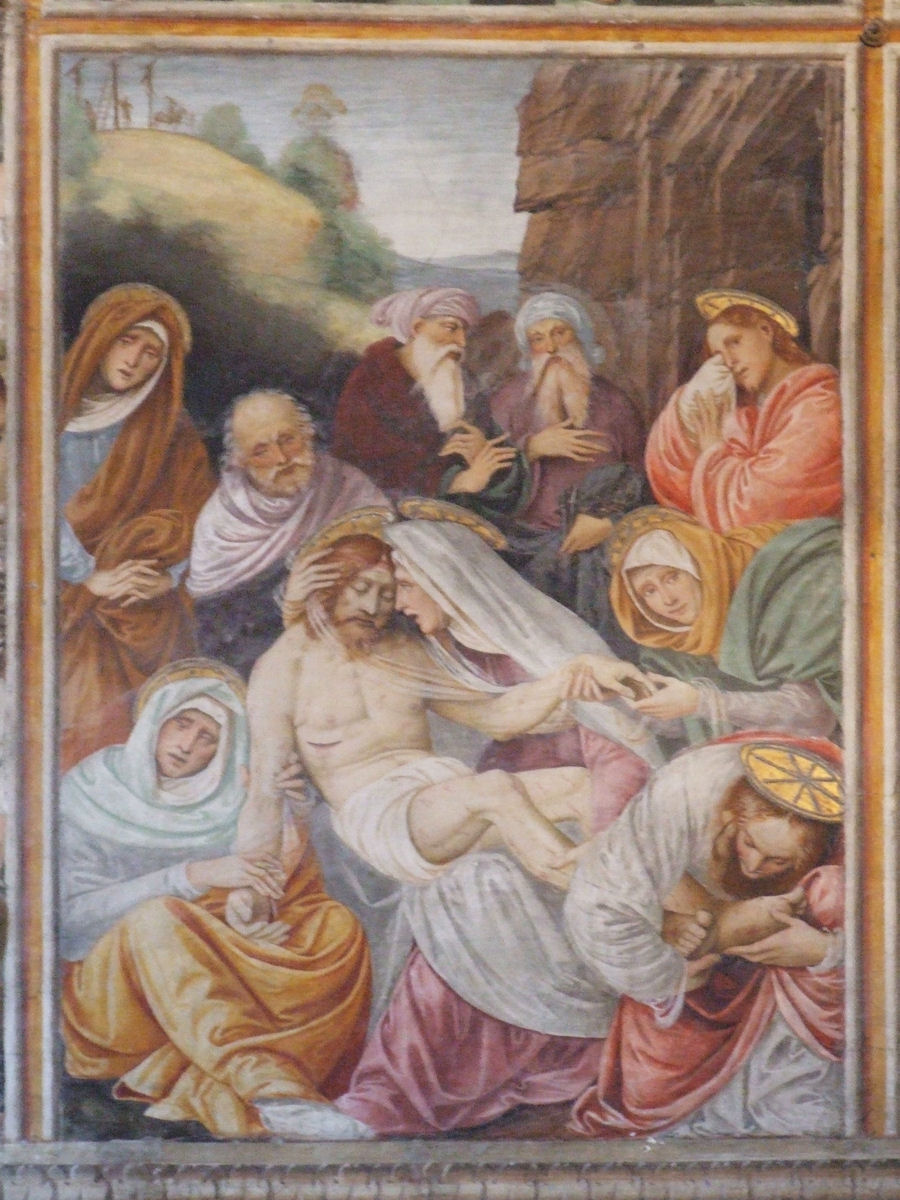
Gaudenzio Ferrari, scène de la Déploration du Christ
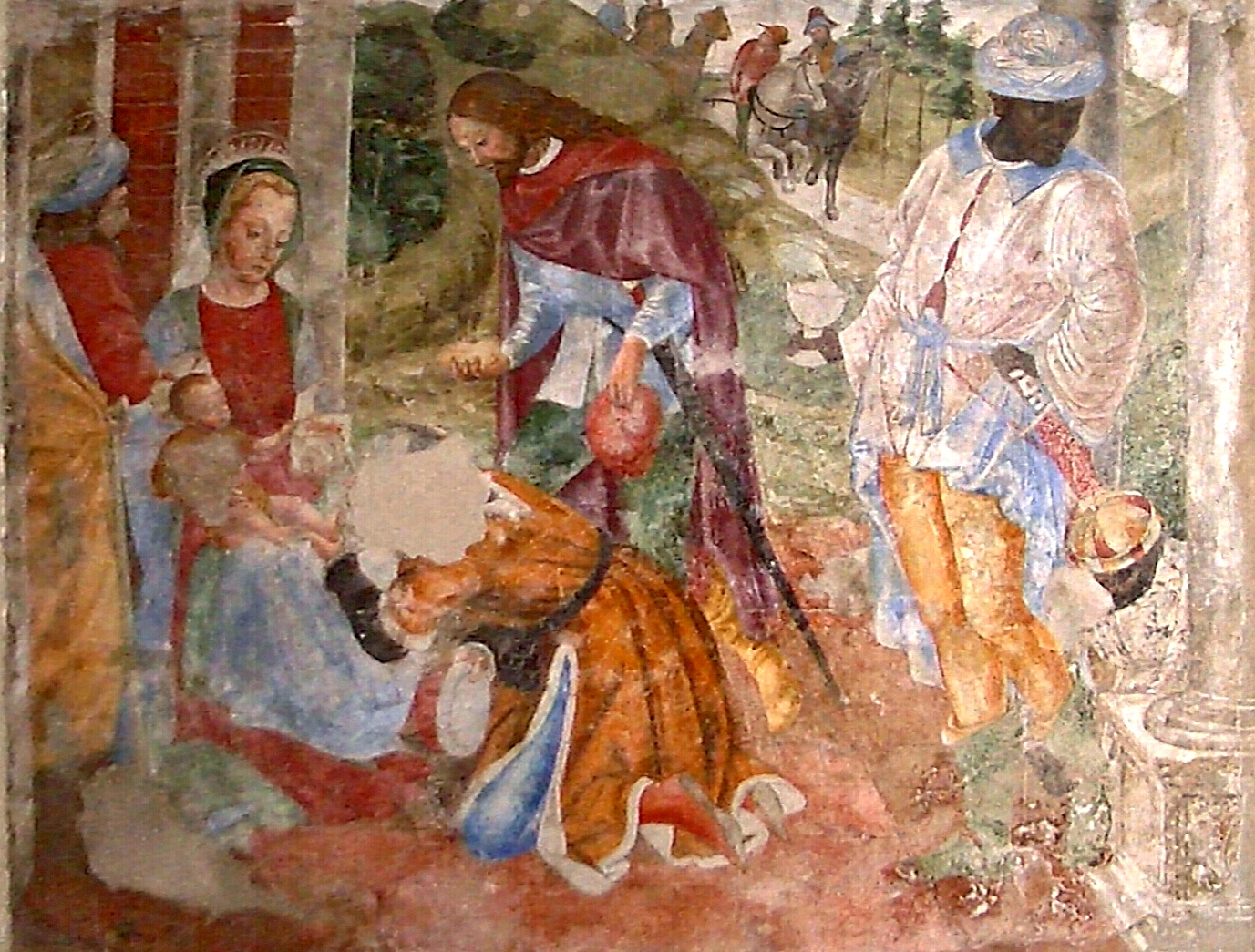
Atelier de Giovanni Scotto, Adoration des mages
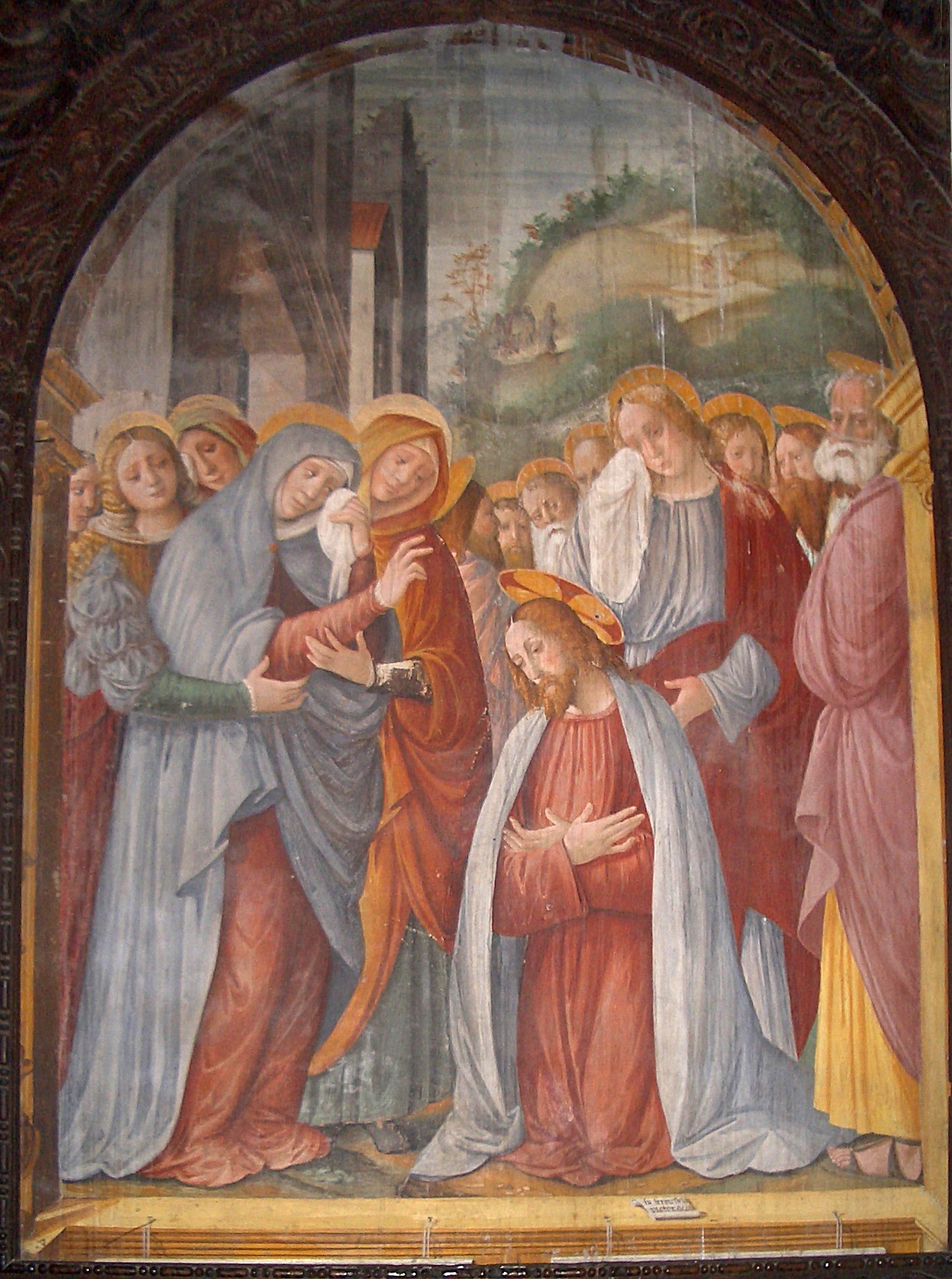
Fermo Stella, Jésus prenant congé de sa mère